# Кронштадтское адмиралтейство
Кроншта́дтское адмиралте́йство — адмиралтейство, располагающееся в городе Кронштадте на острове Котлин.

## Предпосылки создания
13 мая 1783 года здание Санкт-Петербургского адмиралтейства охватил пожар, принесший серьёзный ущерб и угрожающий, в том числе, и Зимнему дворцу. В целях безопасности Екатерина II подписала указ «вывесть Адмиралтейство из столицы в Кронштадт».

## История
Проектирование Кронштадтского адмиралтейства было поручено комиссии во главе с адмиралом Самуилом Грейгом. В качестве площадки для строительства была выбрана территория, прилегающая к Петровскому доку. Согласно плану, по периметру адмиралтейства должен был быть прорыт Обводный канал, который бы защищал строения не только от пожаров, но и от постороннего проникновения. По набережной Обводного канала должны были расположиться военные склады, что позволило быстро осуществлять погрузку/разгрузку непосредственно с судов. Адмиралтейство должно было быть окружено казармами и жилыми строениями для офицеров.
В 1785 году Екатериной II был утверждён «Генеральный план для строения Адмиралтейства в Кронштадте», в том же году начались строительные работы. В период до 1797 года были построены: канатно-прядильный завод с восточной стороны бассейна Петровского дока, смольня, часть Обводного канала, выложенная гранитом, семь провиантских складов, сухарный завод, каменный Лесной сарай, каменный Угольный сарай и три парусные мастерские. За северной частью Обводного канала было построено 4 офицерских флигеля и 6 служительских корпусов. После смерти архитектора Михаила Ветошникова, который был приглашён Грейгом и изначально руководил строительством, главным был назначен Василий Баженов, продолживший строительство вместе с А. Н. Акутиным.
Во время правления Павла I было решено отказаться от идеи переноса адмиралтейства из Санкт-Петербурга.
Дальнейшим строительством заведовали Чарлз Камерон и Андреян Захаров. В 1827 году было завершено строительство Обводного канала.
Главный ход в адмиралтейство располагался с Якорной площади. В настоящее время здесь расположен филиал парка «Патриот» в Западном военном округе.
Значительная часть построек сохранилась до наших дней.